# 신파극
신파극(新派劇)이란 일본에서 서양 연극의 영향을 받아 발생한 근현대 연극의 한 종류이다.
'신파(新派)'란 말은 원래 일본에서 처음 쓴 신극용어의 하나로서 일본의 구파극(舊派劇)인 가부키(歌舞伎) 연극에 대립하는 칭호로 사용하였던 것이다. 신파란 용어도 초창기에는 소시 시바이(壯士芝居), 쇼세이 시바이(書生芝居) 또는 신연극, 신극 등의 이름으로 불리었으며 1897년 이후 신극배우 가와카미(川上音次郞)는 연극을 '정극(正劇)'이라고 부른 사례도 있다.

## 일본 신파극
'소시(壯士)'는 당시 일본에서 초야에 있다가 정치운동에 투신한 청년을 일컫는 말인데, 그들은 정론(政論)고취를 목적으로 연극을 이용하였다. 즉, 메이지 20년(1887)을 전후해서 이토(伊藤博文) 내각은 그들의 극단적인 유럽화 정책으로 세상 사람들의 비판을 받았는데, 특히 반정부측 입장으로 있던 자유당 청년들의 맹렬한 비판을 사게 되었다. 이에 대해 이토 정부는 안보조례(安保條例)를 공포하여 언론탄압을 하게 되고, 언론을 봉쇄당한 장사들은 연극형식을 빌려 그들의 불만을 국민에게 호소하기에 이르렀다. 그것이 계기가 되어 소박한 연극개량의 의도가 부각되었으며 생활수단으로 연극을 이용하게 되었다. 그래서 차차 당초의 목적인 정치의식이 박약해지고 상업연극으로 발전하기에 이른 것이었다.
1894년 청일 전쟁이 일어나자 여러 신연극 단체는 앞을 다투어 전황을 보고하는 연극을 상연하여 큰 호평을 받았고 이러한 군사극으로 인하여 자리를 잡은 신연극은 1897년 전후부터 적극적으로 문단에 접근하고 소설극이나 서구의 번안극, 또는 신문에 게재된 범죄소설이나 탐정실화를 각색한 탐정극을 상연하여 비로소 신연극의 예풍(藝風)이 확립되었다. 이에 신파는 구파(舊派)와 대립할 수 있게 되어 이때부터 '신파극(新派劇)'이라는 이름도 생기게 되었다.
이후 수년간 신파의 발전기가 계속되고, 처음 정치극에서 출발한 신파는 가정비극, 화류비련극(花柳悲戀劇)을 상연하기에 이르면서 그 전성기(1904~1910)를 맞이하여 신파극의 고전이라고 일컫는 대표적 상연 목록인 〈금색야차(金色夜叉, 곤지키야샤)〉, 〈불여귀(不如歸)〉, 〈하소수(夏小袖)〉, 〈상부련(想夫戀)〉, 〈고야성(高野聖)〉, 〈부자매(浮姉妹)〉, 〈여부파(女夫波)〉, 〈신생애(新生涯)〉, 〈기지죄(己之罪)〉, 〈협염록(俠艶錄)〉을 갖추기에 이른 것이다.
일본에서는 메이지 시대에 서양의 연극 양식을 받아들인 정치극으로 시작되어 19세기 말엽에 지위를 굳혔다. 발전 과정에서 점차 초기의 계몽적, 정치적 요소가 탈색되면서 오락적, 감상적 요소가 강해졌다.

## 한국 신파극
한국에서는 한일 병합 조약 체결 및 일제강점기 이후인 1910년대부터 유입되어 상연되었다. 처음 신파극이 도입되었을 때는 언어만 한국어로 바꾸어 공연할 뿐 일본산 신파극을 직수입한 경우가 많았다. 한국에서 신파란 용어를 처음 사용한 것은 1912년 2월 18일자 《매일신보(每日申報)》에서 임성구(林聖九) 일행의 혁신단(革新團)이 낸 제 2회 공연 광고를 '신파연극 원조(新派演劇元祖)'라고 이름지은 것이 그 시초다.
한국에서의 신파극 발전 과정 역시 일본의 사례를 비슷하게 따랐다. 초기에는 일본식 군사극이 많다가 탐정극을 거쳐 결국 가장 큰 인기를 끈 것은 가정비극을 다룬 멜로물이었다. 조중환의 《장한몽》, 이해조의 《봉선화》가 대표적이다. 조선 시대의 전래 소설 중 가정비극적 요소를 담은 《장화홍련전》, 《사씨남정기》 등도 공연되었다.
신파극에서는 가부장제와 같은 구시대적 요소가 많았기 때문에 근대적 인식이 본격화된 1920년대에서는 개량신파라는 이름으로 변형되었고, 1931년 극예술연구회가 창립되면서 신극과 확연히 구분되는 장르가 되었다. 신파극도 선진적인 신극의 영향을 받아 발전을 위한 노력이 이루어졌다.
1935년 동양극장 설립 이후 체계적인 공연 체제를 가동하면서 상업적인 성공으로 전성기를 맞았다. 이서구, 박진, 송영, 김건, 박영호, 최독견 등이 신파극 전문 작가로 인기를 모았다. 소재는 가정비극과 사극이 주된 내용을 이루었다. 이 시기의 대표작은 흥행에 크게 성공한 임선규의 《사랑에 속고 돈에 울고》이다.
이러한 한국 신파극은 한국 전쟁이 일어나기 전인 1940년대까지 공연되다가 일제강점기에서 해방되어 광복을 맞이함과 동시에 왜색으로 치부되어 소멸했다. 이러한 신파극의 소멸이 현대 한국 대중문화에서 영화산업이 큰 지분을 차지하는 원인이 되기도 하였다.

## 같이 보기
- 동양극장

## 참고자료
- 서연호 (2000년 12월 26일). 〈3. 신파극의 수용과 대중화〉. 《우리연극 100년》. 서울: 현암사. ISBN 89-323-1076-9.